# Сцибожиці
Сцибожиці (пол. Ściborzyce) — село в Польщі, у гміні Тшицьонж Олькуського повіту Малопольського воєводства.
Населення — 315 осіб (2011).
У 1975-1998 роках село належало до Краківського воєводства.

## Демографія
Демографічна структура станом на 31 березня 2011 року:
|          | Загалом | Допрацездатний вік | Працездатний вік | Постпрацездатний вік |
| -------- | ------- | ------------------ | ---------------- | -------------------- |
| Чоловіки | 152     | 28                 | 101              | 23                   |
| Жінки    | 163     | 24                 | 91               | 48                   |
| Разом    | 315     | 52                 | 192              | 71                   |